# Liste der Kunstwerke im öffentlichen Raum in Graz/St. Peter
Diese Liste der Kunstwerke im öffentlichen Raum in Graz/St. Peter enthält die auf „OFFSITE_GRAZ“ (Oeffentliche Kunst seit fuenfundvierzig) gelisteten permanenten Kunstwerke im öffentlichen Raum (Public Art) im Grazer Stadtbezirk St. Peter. OFFSITE_GRAZ wurde im Auftrag der Stadt Graz, in Koordination mit dem Kulturamt, entwickelt und umfasst einen Zeitraum bis 2011.

## Profane Kunstwerke
| Foto |                 | Name                                           | Typ     | Standort                                              | Künstler                                 | Datierung | Beschreibung | Metadaten             |
| ---- | --------------- | ---------------------------------------------- | ------- | ----------------------------------------------------- | ---------------------------------------- | --------- | ------------ | --------------------- |
| BW   | Datei hochladen | Künstlerische Gestaltung ID: 890               |         | Caritas-Altersheim, Hubertusstraße 6 Standort         | Christiane Brettschuh, Gerald Brettschuh | 2003      |              | Standort: Sankt Peter |
| ja   | Datei hochladen | Stahlstein ID: 1090                            |         | ORF Skulpturenpark, Marburger Straße 20 Standort      | Othmar Krenn                             | 1986      |              | Standort: Sankt Peter |
| BW   | Datei hochladen | Skulptur – ASCII – Himmel ID: 1100             |         | ORF Skulpturenpark, Marburger Straße 20 Standort      | Richard Kriesche                         | 1991      |              | Standort: Sankt Peter |
| ja   | Datei hochladen | Zwei Stäbe mit Grube ID: 1173                  |         | ORF Skulpturenpark, Marburger Straße 20 Standort      | Gerhardt Moswitzer                       | 1982/83   |              | Standort: Sankt Peter |
| ja   | Datei hochladen | Trans/Form ID: 1327                            |         | ORF Skulpturenpark, Marburger Straße 20 Standort      | Peter Sandbichler                        | 1993      |              | Standort: Sankt Peter |
| ja   | Datei hochladen | SAT Antenne ID: 1344                           |         | ORF Skulpturenpark, Marburger Straße 20 Standort      | Michael Schuster                         | 2001      |              | Standort: Sankt Peter |
| ja   | Datei hochladen | Couplet (Stahl-Wasser-Dramatisierung) ID: 1455 |         | ORF Skulpturenpark, Marburger Straße 20 Standort      | Gustav Troger                            | 1990      |              | Standort: Sankt Peter |
|      | Datei hochladen | Die Eroberung ID: 1482                         |         | ORF Skulpturenpark, Marburger Straße 20               | Manfred Wakolbinger                      | 1986      |              | Standort: Sankt Peter |
| ja   | Datei hochladen | Der Stoff aus dem die Träume sind ID: 1781     | Projekt | Terrassenhaussiedlung, St. Peter Hauptstraße Standort | Marko Lulic                              | 2010      |              | Standort: Sankt Peter |

## Sakrale Kunstwerke
| Foto |                 | Name                                                                             | Typ | Standort                                                                   | Künstler                            | Datierung | Beschreibung | Metadaten             |
| ---- | --------------- | -------------------------------------------------------------------------------- | --- | -------------------------------------------------------------------------- | ----------------------------------- | --------- | ------------ | --------------------- |
| BW   | Datei hochladen | Hauptaltar, Ambo ID: 870 HERIS-ID: 46874 Objekt-ID: 49168                        |     | Pfarrkirche St. Peter, Gruber-Mohr-Weg 9 Standort                          | Georg Bachmayr-Heyda                | 1997      |              | Standort: Sankt Peter |
| ja   | Datei hochladen | Glasfenster ID: 1239 HERIS-ID: 46874 Objekt-ID: 49168                            |     | Pfarrkirche St. Peter, Gruber-Mohr-Weg 9 Standort                          | Adolf A. Osterider, Heide Osterider | 1997      |              | Standort: Sankt Peter |
| BW   | Datei hochladen | Hll. Christophorus und Petrus Claver ID: 1230 HERIS-ID: 100561 Objekt-ID: 116811 |     | Filialkirche Schmerzhafte Muttergottes, St. Peter-Hauptstraße 311 Standort | Hans Oberstaller                    | 1966      |              | Standort: Sankt Peter |

## Ehemalige Kunstwerke
| Foto |                 | Name                  | Typ | Standort                                | Künstler        | Datierung                | Beschreibung                                                                                           | Metadaten |
| ---- | --------------- | --------------------- | --- | --------------------------------------- | --------------- | ------------------------ | --- | --------- |
| ja   | Datei hochladen | BINARY TREES ID: 1165 |     | ORF Skulpturenpark, Marburger Straße 20 | Melitta Moschik | 1995 (verschrottet 1999) | War zur Aufstellung im ORF Skulpturenpark geplant, wurde aber dort nie aufgestellt. 1999 verschrottet. |           |

## Quelle
- OFFSITE_GRAZ. Oeffentliche Kunst seit fuenfundvierzig. Abgerufen am 11. März 2018.